# Literatura LGBT de El Salvador
La literatura LGBT de El Salvador comprende las obras literarias escritas por autores salvadoreños que involucren tramas, temáticas o personajes que formen parte o estén relacionados con la diversidad sexual. Hasta el siglo XXI, El Salvador no contaba con una tradición propia de literatura LGBT, aunque existieron algunas representaciones de temáticas relacionadas con la diversidad sexual en años anteriores. Una de las más antiguas fue el relato en verso «La corrección de menores», publicado en 1923 por el humorista Francisco Herrera Velado y que narra la historia de un niño que es criado como mujer y que vive en constante transición entre ambos géneros. Un personaje similar apareció más tarde en la novela ¡Justicia, señor gobernador! (1960), de Hugo Lindo.
En 2004 se publicó el poemario Injurias y otros poemas, del escritor Ricardo Lindo Fuentes, considerado tradicionalmente como la primera obra salvadoreña de temática abiertamente homoerótica. La publicación de Injurias y otros poemas abrió la puerta para varias otras obras LGBT en años posteriores, entre las que destacan novelas como Ángeles caídos (2005), de Carlos Alberto Soriano, y Heterocity (2011), de Mauricio Orellana Suárez. Esta última, en particular, tuvo una buena recepción crítica y fue galardonada con el Premio Centroamericano de Novela Mario Monteforte Toledo. Otros autores de obras LGBT de notoriedad incluyen a la narradora Jacinta Escudos y a poetas como Alberto López Serrano, Silvia Matus, Kenny Rodríguez y Marielos Olivos.
Del lado de la literatura transgénero, desde la década de 1990 se volvieron más comunes las obras literarias con representación trans, aunque casi siempre han ido acompañadas de desenlaces trágicos en los que la muerte es el final común para estos personajes. Esta tendencia se ha mantenido hasta la actualidad, con obras entre las que destaca la novela El verbo J (2018), de Claudia Hernández, donde una mujer transgénero inmigrante vive condiciones de exclusión y violencia durante gran parte de su vida.

## Antecedentes

### Literatura náhuat-pipil
Gracias a las transcripciones de mitos del pueblo Pipil publicadas por el explorador alemán Leonhard Schultze-Jena en 1930, se cuenta con representaciones literarias de relaciones sexuales entre personas del mismo sexo en idioma náhuat-pipil. Un ejemplo es el mito de «La boda del vagabundo», que cuenta la historia de un padre que decide engañar a los pretendientes de su hija declarando que quien pudiera beber el agua de un pozo hasta sacar un trozo de queso del fondo podría casarse con ella. Cuando un vagabundo se da cuenta de que en realidad se trataba del reflejo de la luna en el agua, decide burlar al padre abriendo un cauce para que el pozo se seque. La exagerada confianza lleva al padre a prometer que también se entregaría él mismo en caso de que el vagabundo ganara, por lo que cuando el cauce seca el pozo no le queda más que permitir al vagabundo penetrarlo por el ano, lo que le produce un intenso dolor. Al día siguiente, el vagabundo se casa con la hija, quien, a diferencia de su padre, disfruta del sexo con el vagabundo.
Como se puede apreciar en el relato, más que un acto de placer sexual, la penetración anal es mostrada como una forma de humillación al vencido. Esta idea de dominación sobre la base del sexo se repite en otros mitos pipil, donde la emasculación es una forma común de ejercer poder sobre hombres derrotados. También es notorio el hecho de que tener relaciones sexuales con otros hombres no les concede una categoría de «homosexual» al vagabundo o al padre a los ojos de la hija.

### SigloXX
Aunque no se conoce de muchas obras de la literatura salvadoreña durante el siglo XX que exploraran temáticas relacionadas con la diversidad sexual, existen algunas excepciones. En 1923, el escritor y humorista Francisco Herrera Velado publicó la obra Mentiras y verdades, donde recuenta en verso leyendas y anécdotas populares. Una de ellas es «La corrección de menores», donde cuenta la historia de Luis/Luisa, un hombre que es criado como niña y que a lo largo de los años vive en constante transición entre ambos géneros. Entre sus parejas destaca una mujer identificada como lesbiana y que toma el papel de «Romeo», mientras Luis se convierte en su «Julieta». Posteriormente, Luis se convierte en poeta y decide escribir la historia de su «antigua vida de travesti».

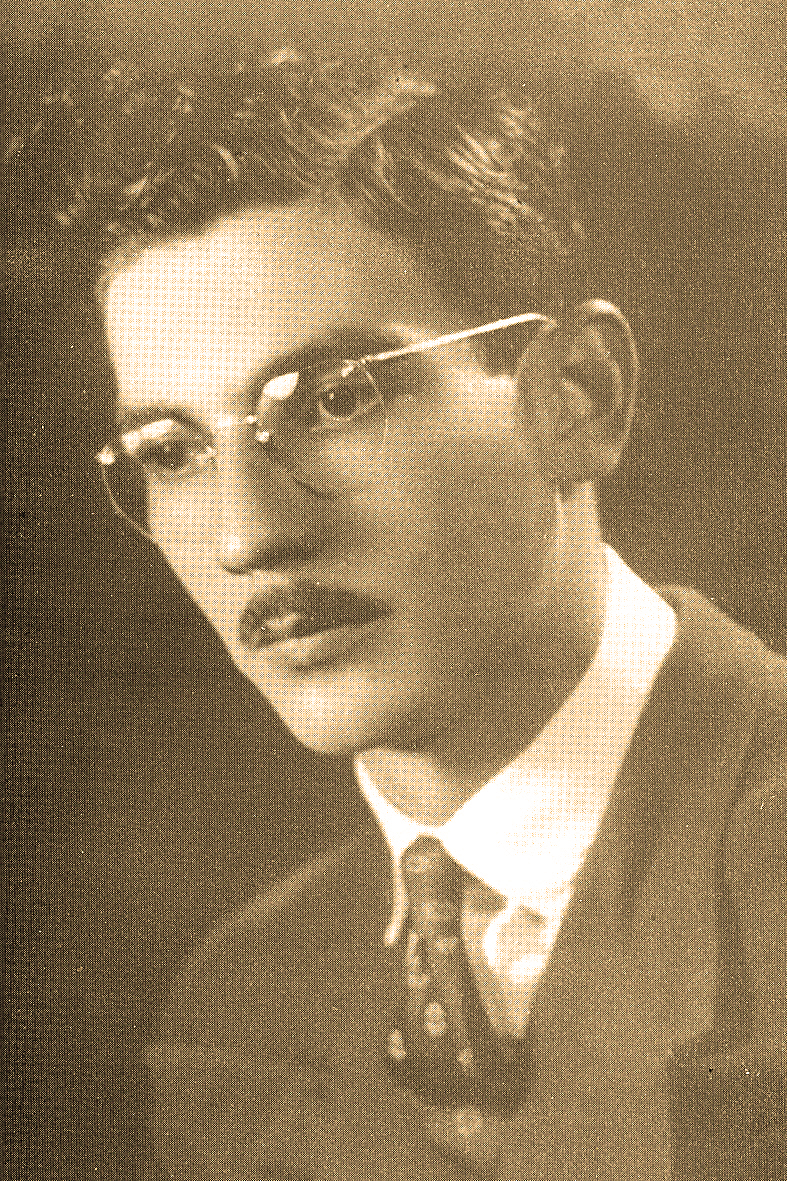
Hugo Lindo, autor de la novela ¡Justicia, señor gobernador! (1960)

Otro caso de un personaje masculino que es criado como mujer ocurre en la novela ¡Justicia, señor gobernador!, publicada en 1960 por el escritor Hugo Lindo. La obra, que es considerada una precursora de la literatura testimonial en El Salvador, cuenta la historia de un juicio en que una travesti llamada Mercedes López Gámez es acusada de violación y asesinato de una joven. Por medio de las conversaciones de Mercedes con el abogado José Amenábar, el lector descubre que Mercedes había nacido como un hombre biológico, pero que su madre había decidido criarla como una niña. Aunque en su pueblo le gustaba ser tratada como mujer y recibir los piropos de los hombres, al mudarse a San Salvador se encuentra con una comunidad en la que «no existe la homosexualidad», y la rabia la lleva al acto de violencia machista que da lugar al juicio tratado en la novela.
También se ha mencionado como antecedente la novela Íngrimo (1970), de Salvador Salazar Arrué, que explora la construcción de la identidad de un muchacho adolescente que en un momento de la novela afirma:

Se revelará mi verdadera identidad, mi secreto de llamarme: Marta Cecilia de la Circuncisión de Sangamín, ser señorita (...) si he de largarme será (así dicen todos) a condición de ser "La Martina", "La Martita" o "Martita" (...) me he sentido como un poco apenada de ser hombre y de estar tan Íngrimo. Sé que si me pongo traje de mujer y tacón y medias de "nylon" y todo, me voy a mariposear tan terriblemente que a saber qué va a suceder.

Un punto en común de algunas obras de la literatura salvadoreña en español de la época es que, al igual que lo ocurrido en «La boda del vagabundo», la penetración anal es mostrada como un símbolo de humillación hacia otros hombres. Un caso se encuentra en la novela Un día en la vida (1980), de Manlio Argueta, que incluye una escena donde un sacerdote es sodomizado con un palo por un grupo de militares como forma de dominación. El travestismo es usado, además, como símbolo de degradación social en algunos escritos de la época, como en las memorias del guerrillero Alfonso Hernández, quien recuenta en tono poético una juventud en San Salvador en que sus amigos se disfrazaban de prostitutas para satirizar «petroninamente la hez de la sociedad y la gran mandarria de Pedro Urdimales».

## Narrativa
Tras la finalización de la guerra civil de El Salvador en 1992, empezaron a aparecer más representaciones de personajes LGBT en obras narrativas, particularmente de mujeres transgénero. No obstante, varios de estos personajes encontraban finales trágicos, como ocurre en el cuento «Santiago, la Bellita» (1995), del escritor René Rodas, cuyo protagonista, conocida como la Bellita, muere asesinada por uno de sus clientes en el burdel en el que trabajaba como trabajadora sexual. La novela Putolión (1997), de David Hernández, es notoria por ofrecer un recorrido de los espacios que ocupaban las personas LGBT durante la segunda mitad del siglo XX. La obra relata cómo desde la década de 1950, un sector de San Salvador conocido como La Praviana era muy concurrido por personas LGBT, particularmente por quienes se dedicaban a la prostitución. Debido a que la novela sugería que un personaje importante de la política salvadoreña era homosexual, la publicación de Putolión resultó controversial y las autoridades presionaron a la editorial para que todos los ejemplares fueran retirados de circulación y destruidos al poco tiempo de su aparición.
En 1997 destaca la publicación del libro de relatos Cuentos sucios, de la escritora Jacinta Escudos, que incluyó uno de los primeros cuentos en explorar la atracción lésbica. En años posteriores, Escudos incursionó en la literatura transgénero con los cuentos «Memoria de Siam» (2008) y «Nights in Tunisia» (2010). En el caso de «Memoria de Siam», Escudos tomó rasgos fantásticos para relatar la transformación que una mujer experimenta para convertirse en hombre y así poder entablar una relación sentimental con la mujer que ama, aunque a la vez reproduce discursos tradicionales sobre los roles del hombre y la mujer. Al final del relato, el protagonista termina su transformación al exclamar: «Me gusta ser hombre».

### SigloXXI
La primera novela salvadoreña con un protagonista homosexual fue Más allá del horizonte (2002), de Julio Leiva, que narra la historia de Salvador, un muchacho gay que decide unirse al Frente Farabundo Martí para la Liberación Nacional durante los tiempos de la guerra civil. Salvador pasa a llamarse Jesús durante su tiempo en la guerrilla y cuando sus compañeros se enteran de su orientación sexual, lo «ascienden» a comandar en la primera línea de combate, como forma de que fuera asesinado por su sexualidad. Jesús logra sobrevivir y como recompensa lo envían a espiar a un coronel del ejército, pero posteriormente es apresado y torturado. Cuando sus captores se enteran de su homosexualidad, Jesús es víctima de una violación grupal, pero no confiesa ser parte de la guerrilla.
En 2005 fue publicada la novela Ángeles Caídos, de Carlos Alberto Soriano. La trama de esta obra sigue la historia de Nicolás, Anselmo y Renato, tres hombres homosexuales que viven en una ciudad que parece ser San Salvador a principios de la década de 1990. La novela también retrata los casos de violencia extrema contra mujeres trans en la época, que en la trama son atacadas por integrantes de pandillas juveniles y por desconocidos que disparaban contra ellas desde vehículos. Algunas publicaciones de la época continuaban retratando a personas LGBT de forma peyorativa, como la novela Cualquier forma de morir (2006), de Rafael Menjívar Ochoa, cuyo protagonista gay es descrito como «enfermo mental» y pedófilo.
Poco después apareció la figura del escritor Mauricio Orellana Suárez, quien en un periodo de tres años publicó dos novelas de temática LGBT: Ciudad de Alado (2009) y Heterocity (2011). La segunda ganó el Premio Centroamericano de Novela Mario Monteforte Toledo en su edición de 2011 y surgió tras las discusiones en la Asamblea Legislativa para prohibir el matrimonio entre personas del mismo sexo en el país. La novela es una crítica a las políticas heteronormativas del Estado y explora las experiencias de distintas personas LGBT en El Salvador de la época, entre las que destaca Marvin Diez, un hombre gay de clase media que empezó a tener experiencias sexuales con otros hombres desde corta edad y que con los años debe enfrentarse a los prejuicios que su familia le ha inculcado para aceptar su orientación sexual. Otros personajes incluyen a Adán, un joven gay de clase baja que es falsamente acusado de haber violado a un niño, Wally Vargas, un presentador de televisión que es alabado como el epítome de masculinidad, pero que tiene relaciones sexuales con hombres en secreto, y Denis Farías, un diputado que tiene un hermano gay y que intenta que la Asamblea Legislativa apruebe una enmienda constitucional para legalizar el matrimonio igualitario.
En años recientes, las narrativas con personajes transgénero han continuado centrándose en historias con finales trágicos. Un ejemplo es el cuento «La Pedrina», publicado en 2007 por Francisco Andrés Escobar e inspirado en la historia real de una mujer transgénero del mismo nombre muy conocida en la ciudad de Santa Ana. A diferencia del personaje real, quien falleció a los 85 años de un paro cardiorrespiratorio, la Pedrina del cuento acaba suicidándose luego de la muerte de su madre, sin contar que el final del relato tiene una connotación transfóbica al hacer énfasis en los genitales de la fallecida. Otro ejemplo es el cuento «Johnny-Luz» (2018), de Mauricio Orellana Suárez, que narra la historia de una mujer trans que termina siendo asesinada por su propio padre. En 2018, la escritora Claudia Hernández publicó la novela El verbo J, que tiene como protagonista a una mujer transgénero de clase social baja que abandona El Salvador para emigrar a Estados Unidos. Durante su paso por México, la protagonista es secuestrada y convertida en esclava sexual, pero logra escapar y arribar a su destino. No obstante, posteriormente se infecta de VIH y no sigue el tratamiento adecuado, por lo que con los años la enfermedad avanza y para el final de la novela se asume que está próxima a morir.

## Poesía

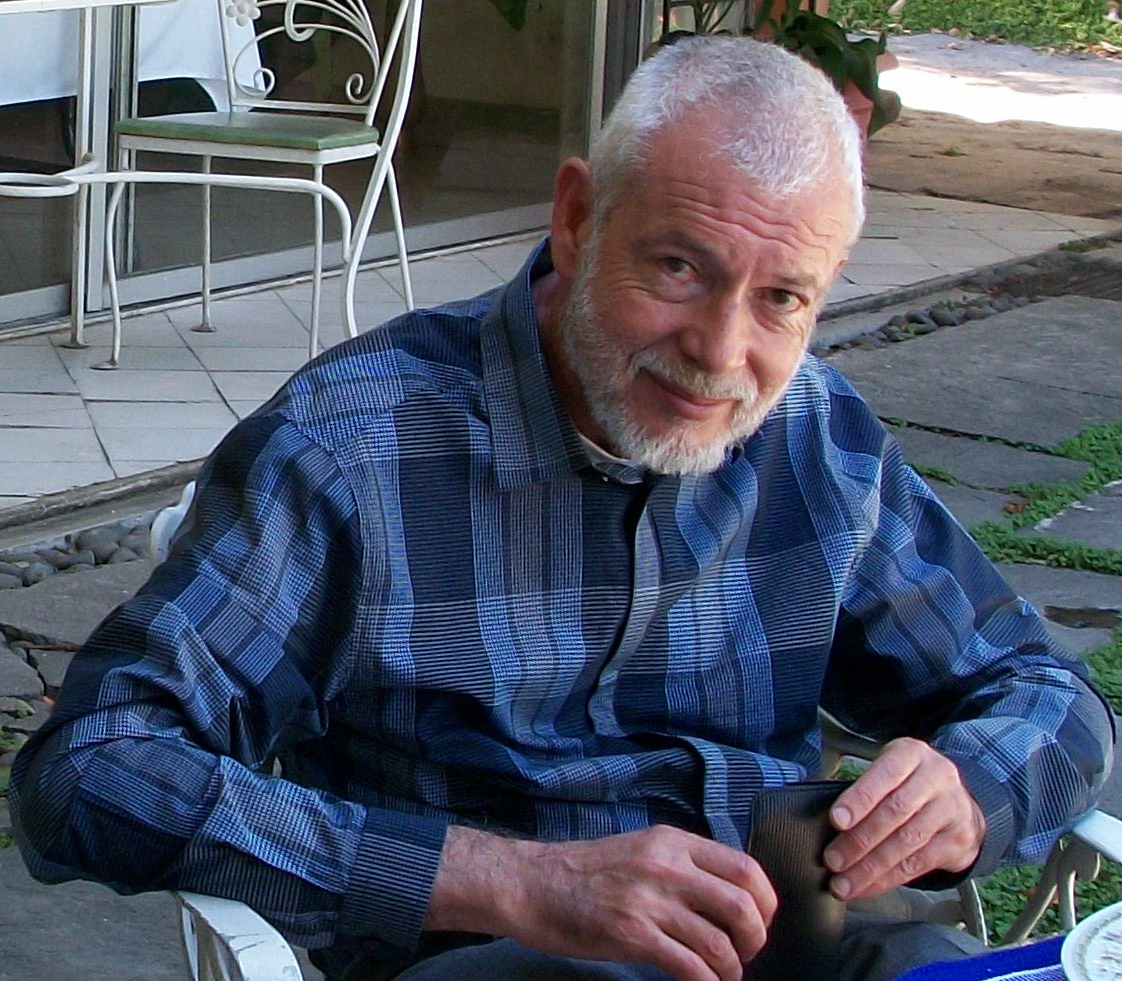
Ricardo Lindo Fuentes en 2009.

La primera obra literaria salvadoreña de temática abiertamente LGBT fue el poemario Injurias y otros poemas, publicado por el escritor Ricardo Lindo Fuentes en mayo de 2004. La obra significó la salida del armario pública de Lindo, quien afirmó que había escrito el libro como protesta contra la exclusión que sufrían las personas homosexuales en El Salvador. Injurias y otros poemas representó, además, una ruptura con la poesía salvadoreña de la época, que tradicionalmente había evitado tocar temas considerados tabú. Un ejemplo de estas temáticas puede apreciarse en el siguiente fragmento del poema del libro titulado «El sacrificio»:

Tú dijiste, serpiente: (...)
"Que una mujer se una a otra en un lecho,
que un hombre a otro acaricie,
perverso es, y vicioso".
Pero eso no es cierto.
Toda forma de amor si con amor se ejerce
está en Dios y es en Dios. (...)
Y se puede ser gay
y vivir una vida espiritual
sin que haya en ello contradicción alguna.

Al año siguiente, en 2005, apareció el poemario La fiera de un ángel, de René Chacón, que siguió los pasos poéticos iniciados por Lindo. El mismo Lindo publicó un segundo libro de poesía con temáticas LGBT en 2010, titulado Bello amigo, atardece....
Otro reconocido escritor de poesía LGBT es Alberto López Serrano, con obras como Y qué imposible no llamarte ingle (2011) y en particular con Cantos para mis muchachos (2014). Este poemario fue presentado en varios países de América Central y provocó ataques homofóbicos en redes sociales tras ser promovido por la Universidad Nacional Autónoma de Honduras. Una de las principales características de este poemario son las referencias a mitos griegos.
La poesía lésbica también ha contado con varias representantes en el país, entre las que destacan las escritoras Silvia Matus, Kenny Rodríguez y Marielos Olivos. Una semejanza entre la poesía de Matus y Olivos es su compromiso con la denuncia social, lo que se explica en que ambas han tenido una larga trayectoria de activismo en organizaciones feministas. La poesía de Matus también explora el cuerpo femenino como origen del amor, como se puede apreciar en el siguiente fragmento del poema «Amar a otra mujer»:

Amar a otra mujer
es la apertura al infinito
el misterio del océano
la delicadeza de la rosa
y también es…
estar expuesta y frágil.